# Sebastian Münzenmaier
Sebastian Münzenmaier (nascido em 2 de julho de 1989) é um político alemão. Nasceu em Darmstadt, Hesse, e representa a Alternativa para a Alemanha (AfD). Sebastian Münzenmaier é membro do Bundestag do estado da Renânia-Palatinado desde 2017.

## Vida
Ele tornou-se membro do bundestag após as eleições federais alemãs de 2017. É membro da Comissão de Turismo.